# Oecetis jenniae
Oecetis jenniae là một loài Trichoptera trong họ Leptoceridae. Chúng phân bố ở miền Australasia.